# Volkswagen Golf VR6
De Volkswagen Golf VR6 is een speciale versie van de Volkswagen Golf type III. De auto maakt gebruik van een VR6-motor, deze motor heeft 6 cilinders in plaats van 4, met een ongebruikelijke V-hoek van 15 graden. Hierdoor is de motor erg compact en is één cilinderkop voldoende.
De cilinderinhoud kan 2.8 of 2.9 liter zijn, telkens met 2 kleppen per cilinder.
De 2.8-liter uitvoering levert standaard 174 pk, en is ook gebruikt in de Volkswagen Passat, de Volkswagen Vento en de monovolume Sharan/Galaxy/Alhambra. Ook heeft Mercedes Benz dit blok toegepast in de VITO.
De 2.9 liter versie heeft 190 pk en werd zowel in de Corrado (voormalige Coupé van Volkswagen), als in de latere Volkswagen Golf type III gebruikt. In deze laatste werd het blok gekoppeld aan een Syncro-aandrijving (4x4) met viscosekoppeling. De Golf Syncro is geïntroduceerd in 1994.
Speciale uitvoeringen en bijbehorende specificaties:
EDITION
Dragon green metallic, zwart of rood. 
Airco, of tegen meerprijs climatronic 
Alu VR6-edition logo op de zijkant 
Recaro interieur of leren bekleding
BBS spaakwielen mark II 
HIGHLINE
Pur pur violett, zwart of zwart metallic, 
Leer, en airco of tegen meerprijs climatronic 
Bumpers volledig in kleur, geen verbreders, luxe look 
alleen in '94 is de onderste strip van de achterbumper ook glad en in kleur. 
VR6 stickers op de instaplijsten, zwarte raam stijlkappen aan de binnen zijde. Dit geeft een donkere look aan het interieur. 
Instapverlichting 
Luxe dakhemel. 
Alle kunststofdelen van het interieur hebben een lederlook coatinglaagje.
Hogere middenconsole achter handrem. 
Paars of zwart lederen stoelen, alleen de paarse hebben een "rugzak".
Minder stiknaden. 
Ingegoten VW-logo's. 
Dubbele airbag. 
Verstelbare stuurkolom. 
VR6 SYNCRO (4WD)
2.9L 190 pk, 4 wielaandrijving
Onafhankelijke achterwielophanging. 
Carrosserie iets "stijver", de auto is in het geheel wat stugger. 
Extra krachtige remmen, dit ook bij voorwiel aangedreven VR6 vanaf '97 
De duurste golf 3: zonder enige optie (bijna) € 37.500.-.
Dubbele airbag, verstelbare stuurkolom standaard. 
Overig geen enkele optie standaard, alles tegen meerprijs.
De modellen zijn in zowel 3, 5-deurs en als Variant geleverd.
COLOUR CONCEPT
Brede recaro stoelen met 2 kleurig leer, bijvoorbeeld: zwart blauw. 
Gekleurde tellerplaten.
Lijkt op een "highline". 
Deze is in 5 verschillende kleuren uitgevoerd: groen, blauw, geel, zwart (black magic) en rood. 
USA 
Dikkere bumpers. 
Knipperlichten in voorbumper. 
Kleine nummerborden. 
Highline console. 
Vaak "gekreukt leer". 
Dubbele schaalverdeling op de kilometerteller. 
Andere hemel. 
Snelheidsbegrenzer 225 km/u.

Notities:
Het is mogelijk deze motor in een Golf type II te plaatsen, en met een beetje kennis zelfs in een type 1
Tegenwoordig is er de Golf R32 op basis van de Golf V, deze heeft een 3.2 VR6-motor met 250 pk en standaard 4motion (vierwielaandrijving).
Er is ook een 2.3 liter afgeleide VR5 met 5-cilinders in een V-hoek van 15 graden gemaakt met 150 en 170 pk, voor sommige landen werd deze aangeduid met de typebenaming V5.